# Saigon Centre
Le  Saigon Centre  est un complexe construit par Keppel Land Ltd Watco I à Hô Chi Minh-Ville, au Viêt Nam. Il est situé sur la boulevard Lê Lợi dans 1er arrondissement. La phase 1 du complexe a été finie en 1996, avec 25 étages : c'était alors le plus haut bâtiment du Viêt Nam. Le bâtiment a une surface couverte totale de 45 000 m2. Le tiers des locaux sont utilisés par des bureaux.
La phase 2 a été programmée pour 2012. Lorsqu'il sera terminé, le complexe comprendra trois bâtiments. Il y aura deux nouveaux bâtiments, dont une tour de 66 étages et une de 88 étages. Le complexe sera employé comme bureaux, centres commerciaux, tours d'observation et hôtels. À partir de mai 2011, la piscine, les courts de tennis et le divers autres logement du bâtiment ont été démolis.[pas clair]